# Sintetski kanabinoid
Sintetski kanabinoidi, umjetne tvari slična djelovanja kao biljni kanabis. Prvi umjetni kanabinoidi razvijeni su 1960-ih, malo poslije nego je otkrivena kemijska struktura THC-a. Izvorno su sintetski kanabinoidi korišteni u medicinskim istraživanjima, no nekoliko godina poslije zloporabno su konzumirani pušenjem. U ovu skupinu droga spada spice.

## Posljedice
Psihički efekti poput anksioznosti, paranoje i halucinacija, psihoze i horror-tripovi. Zbog snažnih psihoza neki su se konzumenti pokušavali ozlijediti ili se ubiti.
Budući da umjetni kanabinoidi utječu na iste stanične receptore kao i THC (glavni psihoaktivni sastojak marihuane), a neke od smjesa pronađenih u sintetskim kanabinoidima mnogo jače utječu na te receptore što može dovesti do mnogo jači i nepredvidivih posljedica. Upravo iz razloga što je kemijski sastav mnogih proizvoda prodavanih kao spice nepoznat moguće je da neke vrste sadrže supstance koje mogu imati izuzetno različite posljedice od očekivanih. Konzumenti Spice-a izvještavaju o simptomi koji uključuju ubrzani rad srca, povraćanje, uzrujanost, zbunjenost i halucinacije. Spice može također povećati krvni tlak i prouzrokovati smanjenje dotoka krvi do srca (myocardial ischemia). U nekoliko slučajeva povezan je sa srčanim udarima. Česti korisnici mogu iskusiti simptome ustezanja i simptome ovisnosti. Posebnu opasnost predstavlja što nije poznato kojim kemijskim aditivima se navedeni pripravci prskaju, te u kojim količinama. Skidanjem s kroničnog konzumiranja ovih droga konzument prolazi visoki krvni tlak, preznojavanja, noćne more i snažno vapljenje za drogom (craving).